# 和歌山県道137号三田海南線
和歌山県道137号三田海南線（わかやまけんどう137ごう さんたかいなんせん）は、和歌山県和歌山市和田から海南市船尾に至る一般県道である。

## 概要
和歌山市和田から海南市船尾に至る。起点から和歌山市和田までは和歌山県道136号秋月海南線と重複している。和歌山市和田から海南市黒江付近にかけては、比較的走りやすい2車線道となっているが、和歌山市吉原付近に狭隘路が残っている。また、和歌山県道161号小野田内原線と和歌山市冬野付近でだけ重複している。
その後は、和歌山県道9号岩出海南線・和歌山県道135号和歌山海南線と重複したり分かれたりしながら、国道42号に合流している。終点にあたる国道との合流地点は、海南市船尾の各交差点のいずれかである。
和歌山市和田から和歌山市冬野北側にかけて、4車線のバイパス道が供用済みである。

### 路線データ
- 起点：和歌山市和田（和田郵便局付近）
- 終点：海南市船尾（温山荘前交点、国道42号交点）
- 実延長：4.180 km

## 歴史
- 1959年（昭和34年）5月14日 - 和歌山県が一般県道として三田海南線を認定[1]。
- 2019年（平成31年）3月10日 - 和歌山市和田 - 冬野地内の新道が開通[2]。
- 2025年（令和7年）3月28日 - 和歌山市和田 - 冬野の旧道の県道指定が解除される[3]。

## 路線状況

### 重複区間
- 和歌山県道161号小野田内原線（和歌山市冬野）
- 和歌山県道9号岩出海南線（海南市岡田 - 海南市船尾）
- 和歌山県道135号和歌山海南線（海南市黒江）

## 地理

### 通過する自治体
- 和歌山市
- 海南市

### 交差する道路
| 交差する道路                             | 市町村名 | 交差する場所 | 交差する場所        |
| ---------------------------------------- | -------- | ------------ | ------------------- |
| 和歌山県道13号和歌山橋本線               | 和歌山市 | 和田         |                     |
| 和歌山県道137号三田海南線 / 旧道         | 和歌山市 | 和田         |                     |
| 和歌山県道136号秋月海南線                | 和歌山市 | 和田         |                     |
| 和歌山県道137号三田海南線 / 旧道         | 和歌山市 | 冬野         |                     |
| 和歌山県道161号小野田内原線 重複区間起点 | 和歌山市 | 冬野         |                     |
| 和歌山県道161号小野田内原線 重複区間終点 | 和歌山市 | 冬野         |                     |
| 和歌山県道9号岩出海南線 重複区間起点     | 海南市   | 岡田         |                     |
| 和歌山県道135号和歌山海南線 重複区間起点 | 海南市   | 黒江         |                     |
| 和歌山県道135号和歌山海南線 重複区間終点 | 海南市   | 黒江         |                     |
| 和歌山県道9号岩出海南線 重複区間終点     | 海南市   | 船尾         |                     |
| 国道42号                                 | 海南市   | 船尾         | 温山荘前交点 / 終点 |
| 旧道                                     |          |              |                     |
| 和歌山県道137号三田海南線 / 旧道         | 和歌山市 | 和田         | 旧道起点            |
| 和歌山県道142号三田三葛線                | 和歌山市 | 和田         |                     |
| 和歌山県道137号三田海南線 / 旧道         | 和歌山市 | 冬野         | 旧道終点            |

### 交差する鉄道
- 紀勢本線

### 沿線
- 和田郵便局
- 竈山神社
- 和歌山市立三田小学校
- 和歌山県立紀北支援学校
- 智辯学園和歌山小学校・中学校・高等学校
- JR西日本紀勢本線 黒江駅
- 黒江郵便局
- 海南市立黒江小学校